# الکسیس روبن گونزالس

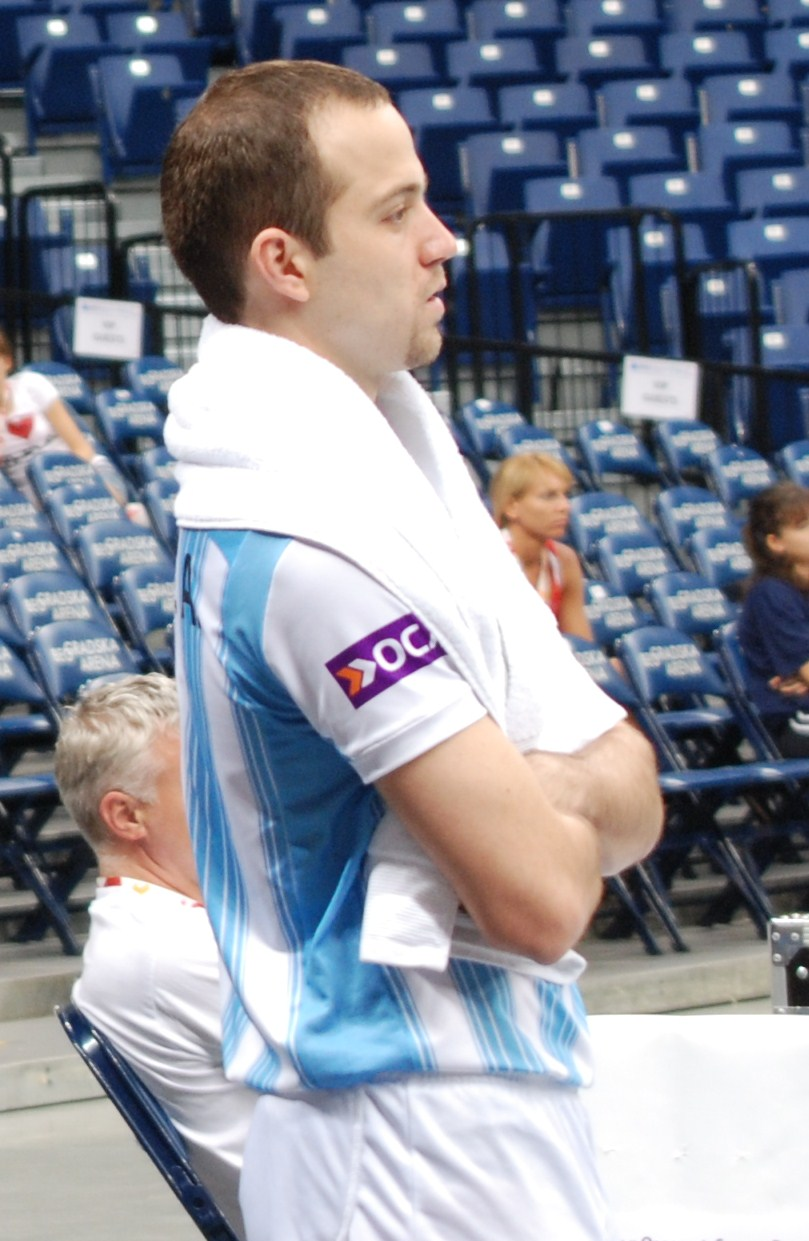
در سال ۲۰۰۹

الکسیس روبن گونزالس (انگلیسی: Alexis Rubén González؛ زادهٔ ۲۱ ژانویه ۱۹۸۱ در بوئنوس آیرس) بازیکن والیبال اهل آرژانتین، عضو سابق تیم ملی والیبال آرژانتین است. او در مجموع ۷۲ بازی ملی در کارنامه خود دارد.